# پدرام رحمانی
پدرام رحمانی (زادهٔ ۱۳۵۹ در ارومیه) بازیگر، کارگردان تئاتر و مدرس تئاتر ایرانی است. او بیش از بیست سال است که در عرصهٔ هنرهای نمایشی فعالیت می‌کند و تاکنون در بیش از چهل اثر نمایشی به عنوان بازیگر و کارگردان حضور داشته‌است.

## زندگی‌نامه
رحمانی فعالیت هنری خود را از اواخر دههٔ هفتاد شمسی آغاز کرد. او فارغ‌التحصیل رشتهٔ نمایش با گرایش بازیگری از دانشگاه آزاد اسلامی واحد اراک است.

## فعالیت هنری

### تئاتر
از جمله نمایش‌هایی که پدرام رحمانی در آن‌ها بازی یا کارگردانی کرده می‌توان به آثار زیر اشاره کرد:
- جایی میان خوک‌ها – دانشگاه سینما تئاتر (۱۳۷۹)
- پسرک خیالباف – اراک، تالار شهید آوینی (۱۳۸۱)
- آنتیگونه – زنجان، جشنواره منطقه‌ای دانشجویی (۱۳۸۲)
- آینه‌خانه – ارومیه، جشنواره دانشجویی (۱۳۸۳)
- شاه و شبدیز، اگر باران ببارد، نقص، مرگ در می‌زند، و نمایش لابیرنت به عنوان چهل‌امین اثر نمایشی‌اش

### تلویزیون
- دخترم نرگس – مجموعهٔ تلویزیونی (۱۳۹۸)

## دیدگاه‌ها
او در گفت‌وگویی با خبرگزاری ایرنا درباره وضعیت تئاتر در شهرستان‌ها اظهار داشته است:
تئاتر کار شهرستان هنوز شغل محسوب نمی‌شود... نبود درآمد و پشتوانه مالی گروه‌ها را به سمت ترک این میدان سوق می‌دهد.— پدرام رحمانی، ایرنا